# アデヤカヘリトリガイ
アデヤカヘリトリガイ（艶やか縁取り貝）、学名：Marginella glabella (Linnaeus, 1758) はヘリトリガイ科に分類される巻貝の一種。大西洋東部に生息する。Marginella 属のタイプ種で
、Marginella 属はヘリトガイ科 Marginellidae のタイプ属であるため、本種の特徴がこの属と科の特徴の基準となる。属名 Marginella は「小さい縁」、種小名 glabella は「滑らかな」の意。

## 分布
大西洋東部の暖流域：
- モロッコ[3]からモーリタニア、セネガルに至るアフリカ西岸。
- カナリア諸島[2]。

しばしばカーボベルデも産地として挙げられることがあるが、同国の貝類を報告したRolán （2005）によればカーボベルデには本種は分布しておらず、地元の漁師らがアフリカ西岸で集めてきた本種の貝殻を使って工芸品などを作っているために生じた誤解であるという。　

## 形態
殻
殻高は25mmから40mm程度、時に50mm以上になり、Cossignani（2006)は56mmの標本を図示している。螺塔が低く体層が大きい倒卵型で、殻高の60-70%付近で殻幅が最大。殻頂は鈍く尖り、下端の水管溝にむかってすぼまる。
殻口は大きく、成貝の外唇は強く肥厚し、外縁は縁取り状に盛り上がる。外唇の内縁は細かく歯状に刻まれるものから、ほとんど平滑なものまで変異がある。殻口上端には弱い溝（後溝）を形成し、下端は広い水管溝となる。内唇から軸唇にかけては強く明瞭な4本の軸襞があり、最上の襞はほぼ水平か弱く傾き、最下の襞は強く傾きながら殻の内方に巻き込んでいる。これら軸襞そのものは白色。
殻表は平滑で光沢がある。殻の地色は紅褐色、橙褐色、淡褐色など変異があり、その上に多数の白色斑を乗せてみぞれ模様を呈する。縫合下の白斑は縦長く、それより下の白斑は横長の楕円形で輪郭の一部が流れたようになるものが多い。縫合下、体層中央、体層下部には地色が濃くなった帯状部があり、その部分では白斑はやや少ない。殻の地色は、例えばカナリア諸島ではオレンジ色、ピンク、赤いものが多いが、モーリタニアのものではより淡色になるという。外唇の肥厚部には普通白斑はなく、その個体の地色に応じて紅褐色から淡褐色などに彩色される。
軟体
蓋はない。

## 生態
潮間帯から水深80mまでの砂底に比較的普通に生息する。この科のものは肉食。雌雄異体。

## 分類
和名は鹿間時夫・堀越増興（1962)によって新称された。本種は Marginella 属のタイプ種で、Marginella 属はヘリトガイ科 Marginellidae のタイプ属であるため、本種の特徴がこの属と科の特徴の基準となる。この理由から波部忠重・奥谷喬司（1982）は本科 Marginellidae の和名を「アデヤカヘリトガイ科」としているが、ここでは日本の代表的な貝類図鑑である東海大学出版会発行の『日本近海産地貝類図鑑』に従ってヘリトリガイ科とする。

## シノニム
Cossignani (2006)は以下のものをシノニムとして挙げている。
- Voluta glabella Linnaeus, 1758:25
- Glabella ruffina W. A. Swainson, 1840:56
- Marginella pucheti Petit de la Saussaye, 1851
- Marginella platypus Carriere, 1880:65 129
- Pseudomarginella adansoni H. F. von Maltzan, 1880
- Marginella adaonsoni (H. F. von Maltzan, 1880)
- Porcellana prcelaine Ph. Dautzenberg, 1910 ex Adanson (in sinonimia) 25